# 格朗普雷 (旧市镇)
格朗普雷（法語：Grandpré，法語發音：[ɡʁɑ̃pʁe]）是法国大東部大區阿登省的一个旧市镇，属于武济耶区。2016年，格朗普雷与市镇泰尔姆合并为新的格朗普雷。

## 地理
格朗普雷（49°20'26"N, 4°52'12"E）面积28.56 平方千米，位于法国大東部大區阿登省，该省份为法国北部内陆省份，西接埃纳省，南至马恩省，东临默兹省，北与比利时接壤。
与格朗普雷接壤的市镇（或旧市镇、城区）包括：贝菲和勒莫尔托姆、布里克奈、尚皮尼厄勒、舍维耶尔、隆韦、瑟尼克、泰尔姆。

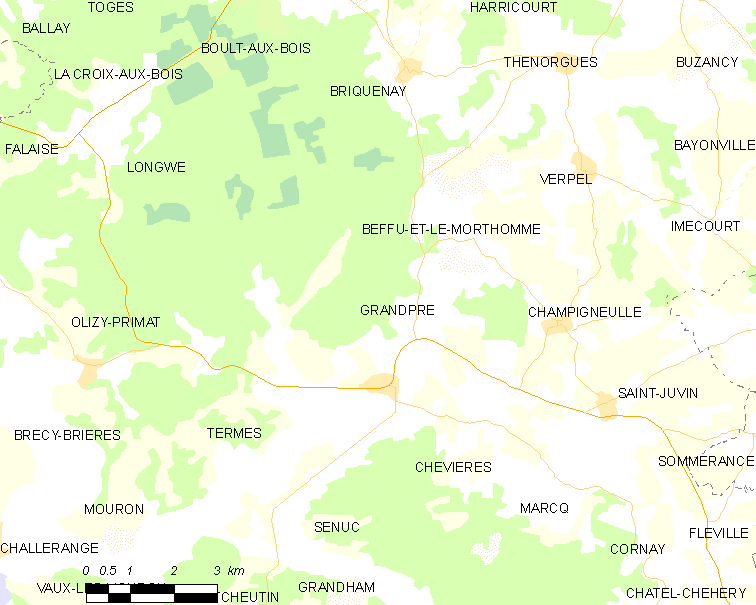
的OSM定位图

格朗普雷的时区为UTC+01:00、UTC+02:00（夏令时）。

## 行政
格朗普雷的邮政编码为08250，INSEE市镇编码为08198。

## 政治
格朗普雷所属的省级选区为阿蒂尼县。

## 人口

1962-2008年间人口变化图示

格朗普雷于2018年1月1日时的人口数量为400人。